# Ayamonte
Ayamonte è un comune spagnolo di 19 380 abitanti situato nella comunità autonoma dell'Andalusia.

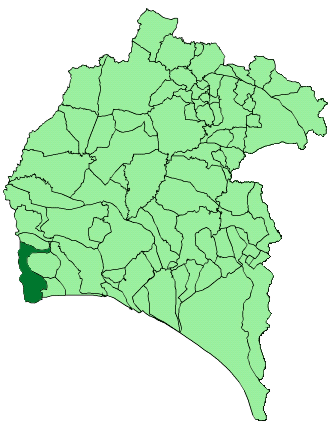
Mappa del comune nella provincia